# Phellinus rimosus
Phellinus rimosus là một loài Basidiomycetes trong họ Hymenochaetaceae. Loài này được Berk. Pila miêu tả khoa học đầu tiên năm 1940.
Đây là loài gây hại phát triển phổ biến ở Uzbekistan.